# Sanjay y Craig
Sanjay y Craig es una serie de televisión animada estadounidense de Nickelodeon estrenada el 25 de mayo de 2013. El show es creado por Jim Dirschberger, Andreas Trolf, y Jay Howell de Bob's Burgers. Fue producida por Will McRobb y Chris Viscardi, conocidos como los creadores de The Adventures of Pete and Pete. La serie fue exhibida en Nickelodeon Brasil y en Nickelodeon Latinoamérica el 14 de septiembre de 2013.
El show comenzó la producción a finales de 2010. Nickelodeon ha renovado el show para una segunda temporada, que incluye 20 nuevos episodios. La segunda temporada comenzó a transmitirse el 19 de julio de 2014. El 11 de junio de 2014, Sanjay y Craig fue renovada para una tercera temporada, la cual comenzó a transmitirse el 7 de septiembre de 2015.

## Argumento
Sanjay Patel no sabe el significado de cool o imposible. El chico, de 12 años de edad, tiene una gran curiosidad y entusiasmo por el mundo. Eso es lo que hace que Sanjay sea un chico muy dulce o a veces un poco ridículo. 
Craig, es una serpiente que habla y es un maestro del disfraz que puede convertirse en cualquier cosa o cualquier persona. es el mejor amigo de Sanjay, quien siempre lo acompaña en sus locas aventuras. Para la mayoría de la gente, Craig parece una serpiente ordinaria; sólo que Sanjay y sus amigos cercanos pueden escuchar palabras salidas de los labios del reptil. 
Mantener el secreto es importante para Sanjay y Craig, y la mayor amenaza es el Sr. Noodman, vecino de Sanjay, quien le teme a las serpientes y siempre está a punto de averiguar el gran secreto de Craig, que es, hablar.

## Personajes
- Maulik Pancholy como Sanjay Patel.[9]
- Chris Hardwick como Craig Serpiento.[9]
- Linda Cardellini como Megan Sparkles.[9]
- Matt L. Jones como Hector Flanagan.[9]
- Tony Hale como Mr. Leslie Noodman.[9]
- Nika Futterman como Belle Pepper.[9]
- Kunal Nayyar como Vijay Patel.[9]
- Grey DeLisle como la Dra. Darlene Patel.[9]
- John DiMaggio como Sr. Noodman.

## Producción
Jay Howell dijo que la idea comenzó con un cómic que él y Dirschberger habían hecho acerca de un hombre que era un encantador de serpientes. Dirschberger luego cambió el carácter encantador de serpientes a un niño de 12 años de edad, "sin un capricho extraño o afectación".
Howell dijo que la inclusión de la serie de humor grueso se basó en el hecho de que tanto él como Jim Dirschberger tiene madres que son enfermeras, "y nos han dicho un montón de historias brutas en los últimos años".
Dado que ninguno de los tres creadores habían producido un espectáculo antes, Nickelodeon eligió a Will McRobb y Chris Viscardi, los creadores de The Adventures of Pete and Pete, como productores ejecutivos. Howell dijo que McRobb y la experiencia de Viscardi en Pete & Pete ayudó a añadir "cosas de niños" surrealistas" de Sanjay and Craig. 
A diferencia de la mayoría de los programas de dibujos animados, Sanjay and Craig no se basa en secuencias de comandos. En su lugar, los escritores crean un contorno, que luego se convierte a un guion gráfico.

## Recepción

### Crítica
El programa ha recibido críticas aceptables. David Weigand del San Francisco Chronicle dijo que el espectáculo es "joven, sino también inteligente y divertida" y "entiende que los niños son niños, pero también suelen ser más sofisticados que la televisión infantil reconoce". Dándole 3 estrellas de 5, David Hinckley de New York Daily News dijo que "no pasar de puntillas alrededor de la materia de niños más amo. Como material bruto y el slapstick absurdo que en la vida real, probablemente te maten". Mara Eakin de The AV Club dio los dos primeros episodios de "A", diciendo que la serie es "bastante rara y juvenil, pero en una gran forma".
El programa también ha recibido críticas negativas. Emily Ashby de Common Sense Media dio el espectáculo dos estrellas de cinco, diciendo que: "Si usted está buscando un programa que se encuentra en un buen equilibrio entre la comedia absurda y el contenido sustancial, a continuación, Sanjay and Craig no es lo que quieres. Su único propósito es provocar risas, y emplea cada gag en el libro - como si fuera un espectáculo sin razón alguna, es algo malo -. para conseguir esas risas de niños en donde no hay rima, razón, o la realidad de la desventuras de los personajes, que pueden ser un alejamiento de la diversión de la vida real, pero al mismo tiempo no les da nada positivo que deducir de los contenidos".

### Audiencia
La serie, en su estreno original, atrajo 3.6 millones de espectadores. El segundo episodio obtuvo un total de 3.1 millones de espectadores, convirtiéndose, junto con SpongeBob SquarePants los estrenos matutinos más vistos durante la semana final del 2 de junio de 2013.